# 徳間記念アニメーション文化財団
公益財団法人徳間記念アニメーション文化財団（こうえきざいだんほうじんとくまんきねんアニメーションぶんかざいだん）は、三鷹の森ジブリ美術館（三鷹市立アニメーション美術館）を管理・運営する公益財団法人である。

## 概要
- 所在地：東京都三鷹市下連雀1-1-83 (三鷹の森ジブリ美術館内)
- 設立：2011年4月1日
- 出捐者：徳間書店、日本テレビ放送網、三鷹市